# Trophée des Champions
Trophée des champions (română:Trofeul campionilor sau Supercupa Franței) este o competiție anuală de fotbal din Franța, în care joacă câștigătoarea campionatului (Ligue 1) și câștigătoarea cupei (Coupe de France). E o competiție de o singură fază, jucată într-o singură manșă. Competiția se organizează din 1995, însă formatul actual există încă din 1949. când campioana primei divizii franceze, Stade de Reims, o câștigase pe deținătoarea cupei Franței, RCF Paris cu scorul de 4-3.

## Ediții
| Sezon                                                | Campioana                                            | Scor                                                 | Finalista                                            | Locație                                              | Spectatori                                           | Note                                                 |
| Campioana Franței vs. Campioana Cupei Franței (1949) | Campioana Franței vs. Campioana Cupei Franței (1949) | Campioana Franței vs. Campioana Cupei Franței (1949) | Campioana Franței vs. Campioana Cupei Franței (1949) | Campioana Franței vs. Campioana Cupei Franței (1949) | Campioana Franței vs. Campioana Cupei Franței (1949) | Campioana Franței vs. Campioana Cupei Franței (1949) |
| ---------------------------------------------------- | ---------------------------------------------------- | ---------------------------------------------------- | ---------------------------------------------------- | ---------------------------------------------------- | ---------------------------------------------------- | ---------------------------------------------------- |
| 1949                                                 | Stade Reims                                          | 4–3                                                  | Racing Paris                                         | Stade Olympique Yves-du-Manoir, Colombes             |                                                      |                                                      |

- Între 1950-1954 competiția nu s-a desfășurat.

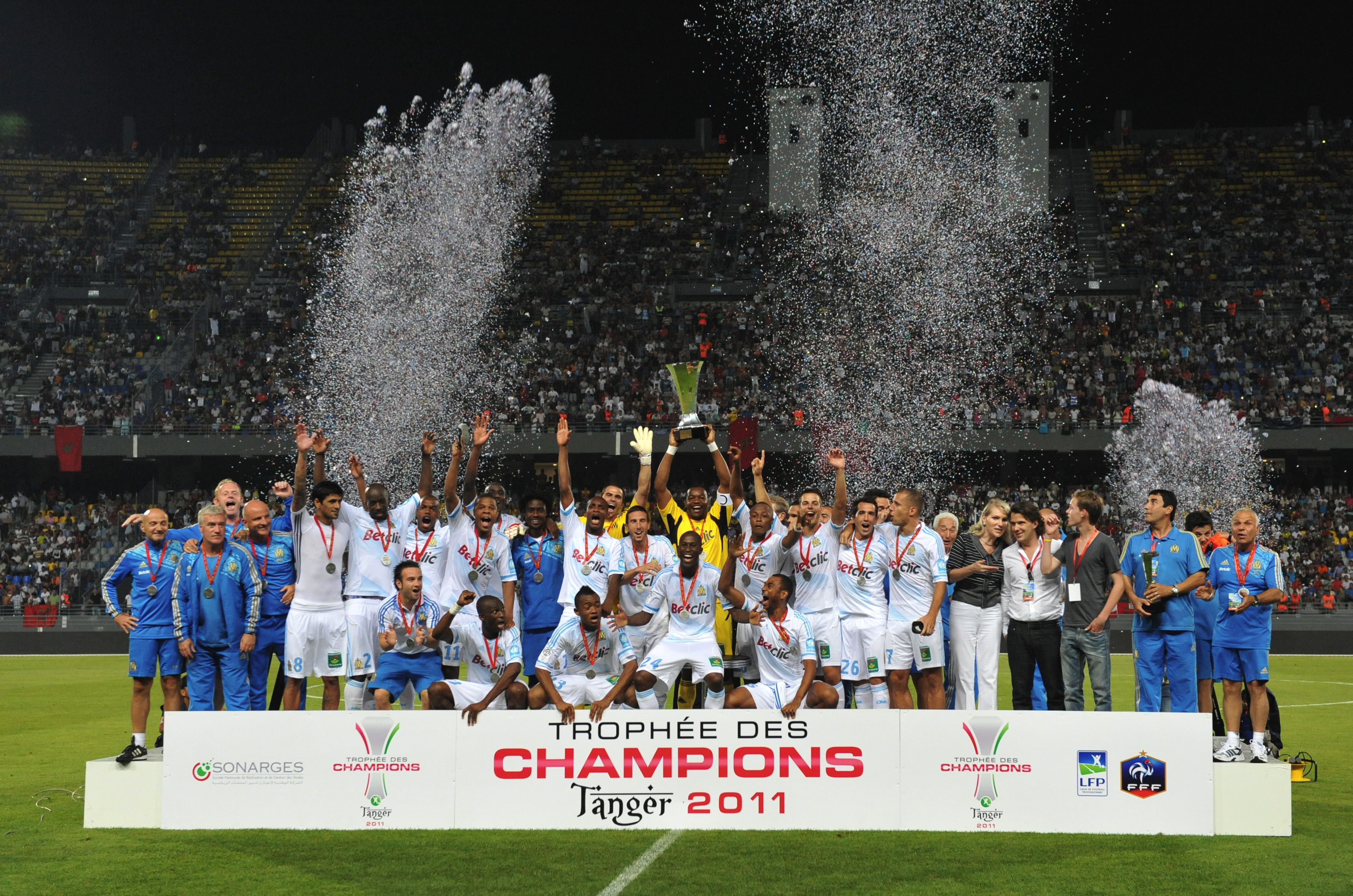
Căpitanul lui Olympique de Marseille Steve Mandanda, ridică Trophée des champions 2011

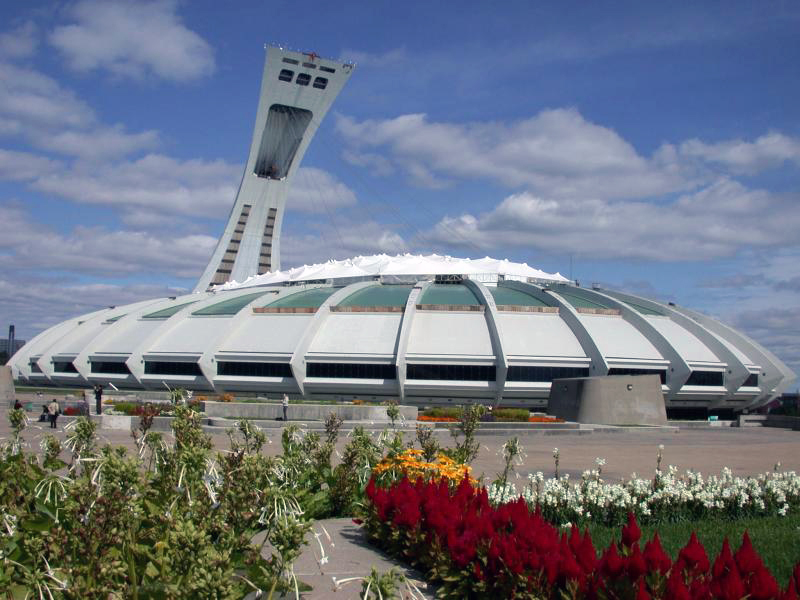
Stadionul Olimpic din Montreal, Canada, gazda ediției din 2009 a Trophée des Champions

| Sezon                                        | Campioana                                    | Scor                                         | Finalista                                    | Locație                                             | Spectatori                                   | Note                                         |
| Challenge des champions (1955–1973, 1985–86) | Challenge des champions (1955–1973, 1985–86) | Challenge des champions (1955–1973, 1985–86) | Challenge des champions (1955–1973, 1985–86) | Challenge des champions (1955–1973, 1985–86)        | Challenge des champions (1955–1973, 1985–86) | Challenge des champions (1955–1973, 1985–86) |
| -------------------------------------------- | -------------------------------------------- | -------------------------------------------- | -------------------------------------------- | --------------------------------------------------- | -------------------------------------------- | -------------------------------------------- |
| 1955                                         | Stade Reims                                  | 7–1                                          | Lille                                        | Stade Vélodrome, Marseille                          |                                              |                                              |
| 1956                                         | Sedan                                        | 1–0                                          | Nice                                         | Parc des Princes, Paris                             |                                              |                                              |
| 1957                                         | Saint-Étienne                                | 2–1                                          | Toulouse                                     | Stadium Municipal, Toulouse                         |                                              |                                              |
| 1958                                         | Stade Reims                                  | 2–1                                          | Nîmes                                        | Stade Vélodrome, Marseille                          |                                              |                                              |
| 1959                                         | Le Havre                                     | 2–0                                          | Nice                                         | Parc des Princes, Paris                             |                                              |                                              |
| 1960                                         | Stade Reims                                  | 6–2                                          | Monaco                                       | Stade Marcel Saupin, Nantes                         |                                              |                                              |
| 1961                                         | Monaco                                       | 1–1                                          | Sedan                                        | Stade Vélodrome, Marseille                          |                                              |                                              |
| 1962                                         | Saint-Étienne                                | 4–2                                          | Stade Reims                                  | Stade Municipal de Beaublanc, Limoges               |                                              |                                              |
| 1965                                         | Nantes                                       | 3–2                                          | Rennes                                       | Stade du Moustoir, Lorient                          |                                              |                                              |
| 1966                                         | Stade Reims                                  | 2–0                                          | Nantes                                       | Stade Marcel Saupin, Nantes                         |                                              |                                              |
| 1967                                         | Saint-Étienne                                | 3–0                                          | Lyon                                         | Stade Geoffroy-Guichard, Saint-Étienne              |                                              |                                              |
| 1968                                         | Saint-Étienne                                | 5–3                                          | Bordeaux                                     | Stade Richter, Montpellier                          |                                              |                                              |
| 1969                                         | Saint-Étienne                                | 3–2                                          | Marseille                                    | Parc des Princes, Paris                             |                                              |                                              |
| 1970                                         | Nice                                         | 2–0                                          | Saint-Étienne                                | Stade du Ray, Nice                                  |                                              |                                              |
| 1971                                         | Rennes                                       | 2–2                                          | Marseille                                    | Stade de l'Armoricaine, Brest                       |                                              |                                              |
| 1972                                         | Bastia                                       | 5–2                                          | Marseille                                    | Stade de Bon Rencontre, Toulon                      |                                              |                                              |
| 1973                                         | Lyon                                         | 2–0                                          | Nantes                                       | Stade de l'Armoricaine, Brest                       |                                              |                                              |
| 1985                                         | Monaco                                       | 1–1 (5–4 pen.)                               | Bordeaux                                     | Parc Lescure, Bordeaux                              |                                              |                                              |
| 1986                                         | Bordeaux                                     | 1–0                                          | Paris Saint-Germain                          | Stade Guadeloupe, Les Abymes, Guadeloupe            |                                              |                                              |
| Trophée des champions (1995–present)         |                                              |                                              |                                              |                                                     |                                              |                                              |
| 1995                                         | Paris Saint-Germain                          | 2–2 (6–5 pen.)                               | Nantes                                       | Stade Francis-Le Blé, Brest                         | 12,000                                       |                                              |
| 1996                                         | Match was not played                         | Match was not played                         | Match was not played                         | Match was not played                                | Match was not played                         | Match was not played                         |
| 1997                                         | Monaco                                       | 5–2                                          | Nice                                         | Stade de la Méditerranée, Béziers                   | 4,000                                        |                                              |
| 1998                                         | Paris Saint-Germain                          | 1–0                                          | Lens                                         | Stade de la Vallée du Cher, Tours                   | 12,766                                       |                                              |
| 1999                                         | Nantes                                       | 1–0                                          | Bordeaux                                     | Stade de la Licorne, Amiens                         | 11,858                                       |                                              |
| 2000                                         | Monaco                                       | 0–0 (6–5 pen.)                               | Nantes                                       | Stade Bonal, Montbéliard                            | 9,918                                        |                                              |
| 2001                                         | Nantes                                       | 4–1                                          | Strasbourg                                   | Stade de la Meinau, Strasbourg                      | 7,227                                        |                                              |
| 2002                                         | Lyon                                         | 5–1                                          | Lorient                                      | Stade Pierre-de-Coubertin, Cannes                   | 5,041                                        |                                              |
| 2003                                         | Lyon                                         | 2–1                                          | Auxerre                                      | Stade Gerland, Lyon                                 | 18,254                                       |                                              |
| 2004                                         | Lyon                                         | 1–1 (7–6 pen.)                               | Paris Saint-Germain                          | Stade Pierre-de-Coubertin, Cannes                   | 9,429                                        |                                              |
| 2005                                         | Lyon                                         | 4–1                                          | Auxerre                                      | Stade de l'Abbé-Deschamps, Auxerre                  | 10,967                                       |                                              |
| 2006                                         | Lyon                                         | 1–1 (5–4 pen.)                               | Paris Saint-Germain                          | Stade Gerland, Lyon                                 | 30,529                                       |                                              |
| 2007                                         | Lyon                                         | 2–1                                          | Sochaux                                      | Stade Gerland, Lyon                                 | 30,413                                       |                                              |
| 2008                                         | Bordeaux                                     | 0–0 (5–4 pen.)                               | Lyon                                         | Stade Chaban-Delmas, Bordeaux                       | 27,167                                       |                                              |
| 2009                                         | Bordeaux                                     | 2–0                                          | Guingamp                                     | Olympic Stadium, Montreal, Canada                   | 34,068                                       |                                              |
| 2010                                         | Marseille                                    | 0–0 (5–4 pen.)                               | Paris Saint-Germain                          | Stade 14 January, Tunis, Tunisia                    | 57,000                                       |                                              |
| 2011                                         | Marseille                                    | 5–4                                          | Lille                                        | Stade de Tanger, Tanger, Maroc                      | 33,900                                       |                                              |
| 2012                                         | Lyon                                         | 2–2 (4–2 pen.)                               | Montpellier                                  | Red Bull Arena, Harrison, NJ, US                    | 15,166                                       |                                              |
| 2013                                         | Paris Saint-Germain                          | 2–1                                          | Bordeaux                                     | Stade d'Angondjé, Libreville, Gabon                 | 34,658                                       |                                              |
| 2014                                         | Paris Saint-Germain                          | 2–0                                          | Guingamp                                     | Workers Stadium, Beijing, China                     | 39,752                                       |                                              |
| 2015                                         | Paris Saint-Germain                          | 2–0                                          | Lyon                                         | Stade Saputo, Montreal, Canada                      | 20,057                                       |                                              |
| 2016                                         | Paris Saint-Germain                          | 4–1                                          | Lyon                                         | Wörthersee Stadion, Klagenfurt, Austria             | 10,120                                       |                                              |
| 2017                                         | Paris Saint-Germain                          | 2–1                                          | Monaco                                       | Stade de Tanger, Tanger, Maroc                      | 43,761                                       |                                              |
| 2018                                         | Paris Saint-Germain                          | 4-0                                          | Monaco                                       | Shenzhen Universiade Sports Center, Shenzhen, China | 41,237                                       |                                              |
| 2019                                         | Paris Saint-Germain                          | 2-1                                          | Stade Rennais FC                             | Shenzhen Universiade Sports Center, Shenzhen, China | 22,045                                       |                                              |

## Performanțe după club
| Club                | Trofee | Finalistă | Anii campioană                                             | Anii vice-campioană          |
| ------------------- | ------ | --------- | ---------------------------------------------------------- | ---------------------------- |
| Paris Saint-Germain | 10     | 5         | 1995, 1998, 2013, 2014, 2015, 2016, 2017, 2018, 2019, 2020 | 1986, 2004, 2006, 2010, 2021 |
| Lyon                | 8      | 4         | 1973, 2002, 2003, 2004, 2005, 2006, 2007, 2012             | 1967, 2008, 2015, 2016       |
| Reims               | 5      | 1         | 1949, 1955, 1958, 1960, 1966                               | 1962                         |
| Saint-Étienne       | 5      | 1         | 1957, 1962, 1967, 1968, 1969                               | 1970                         |
| Monaco              | 4      | 3         | 1961, 1985, 1997, 2000                                     | 1960, 2017, 2018             |
| Nantes              | 3      | 4         | 1965, 1999, 2001                                           | 1966, 1973, 1995, 2000       |
| Bordeaux            | 3      | 4         | 1986, 2008, 2009                                           | 1968, 1986, 1999, 2013       |
| Marseille           | 3      | 3         | 1971, 2010, 2011                                           | 1969, 1972, 2020             |
| Nice                | 1      | 3         | 1970                                                       | 1956, 1959, 1997             |
| Rennes              | 1      | 2         | 1971                                                       | 1965, 2019                   |
| Lille               | 1      | 2         | 2021                                                       | 1955, 2011                   |
| Sedan               | 1      | 1         | 1956                                                       | 1961                         |
| Le Havre            | 1      | 0         | 1959                                                       | –                            |
| Bastia              | 1      | 0         | 1972                                                       | –                            |
| Auxerre             | 0      | 2         | –                                                          | 2003, 2005                   |
| Guingamp            | 0      | 2         | –                                                          | 2009, 2014                   |
| Racing Paris        | 0      | 1         | –                                                          | 1949                         |
| Toulouse            | 0      | 1         | –                                                          | 1957                         |
| Nîmes               | 0      | 1         | –                                                          | 1958                         |
| Lens                | 0      | 1         | –                                                          | 1998                         |
| Strasbourg          | 0      | 1         | –                                                          | 2001                         |
| Lorient             | 0      | 1         | –                                                          | 2002                         |
| Sochaux             | 0      | 1         | –                                                          | 2007                         |
| Montpellier         | 0      | 1         | –                                                          | 2012                         |